# Masayuki Onishi
Masayuki Onishi (大西 昌之 Onishi Masayuki?), född 5 juli 1977 i Hokkaido prefektur, är en japansk före detta fotbollsspelare.
Onishi började sin karriär 2000 i Yokohama F. Marinos. 2001 flyttade han till Albirex Niigata. Han spelade 13 ligamatcher för klubben. Han avslutade karriären 2001.